# Güngören

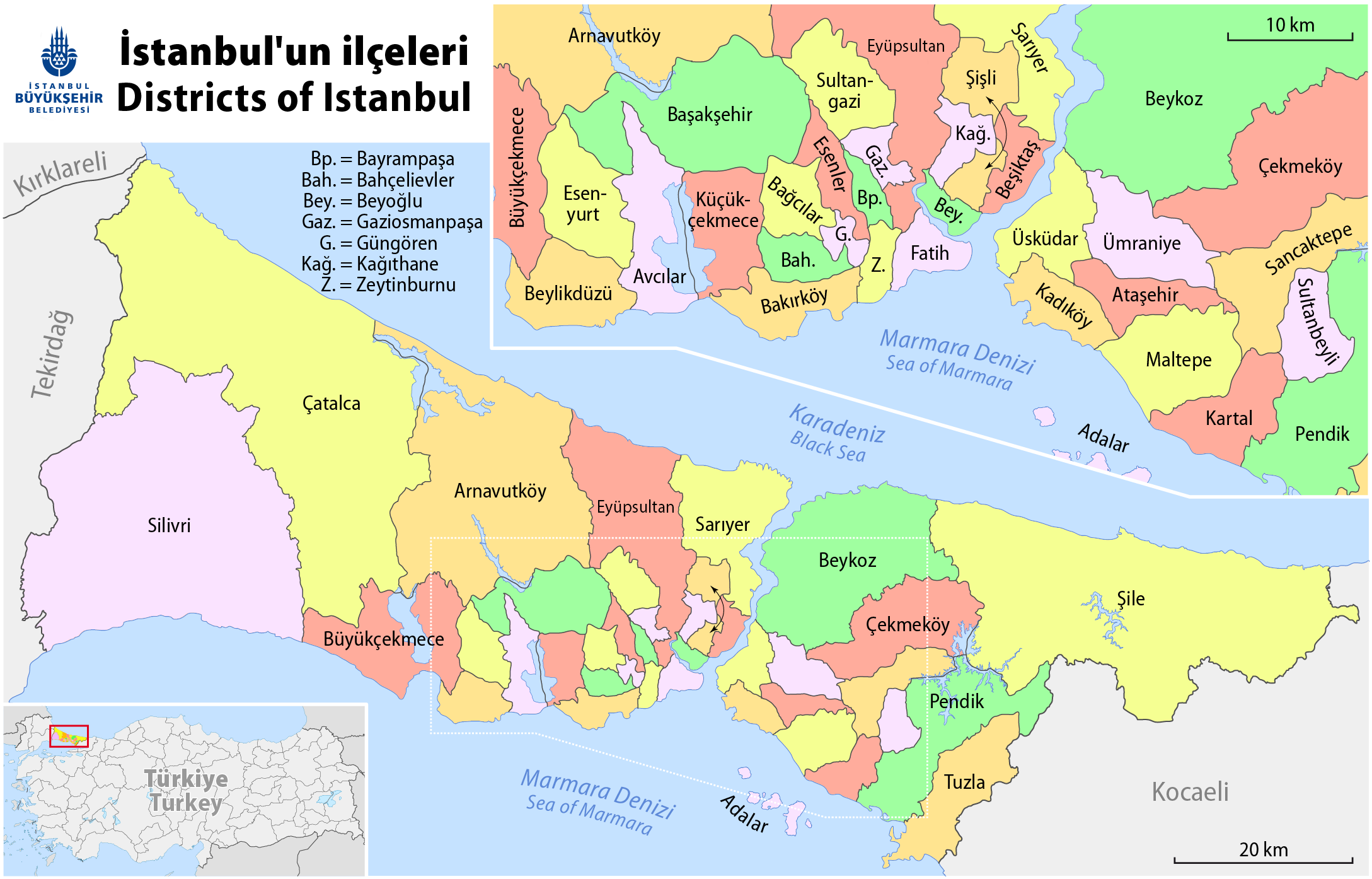
Güngören Isztambul 2008-as, átalakított térképén, 4-es számmal.

Güngören Isztambul egyik kerülete, Isztambul tartomány egyik európai oldalon fekvő körzete. Népessége 2008-ban 318 545 fő volt.

## Története
A bizánci időkben Güngören területén egy Vitos nevű falu volt, melyen a Konstantinápolyt ellátó vízrendszer futott keresztül. A vízvezeték maradványai ma is láthatóak. A török függetlenségi háborút lezáró lausanne-i békeszerződés értelmében a falut addig lakó görögök elhagyták a területet, helyükre Görögországból, Romániából és Bulgáriából érkeztek törökök. Az 1950-es években, Isztambul közelsége miatt a terület népessége rohamosan növekedni kezdett. 1966-ban városi rangot kapott, 1980-ban Bakırköyhöz csatolták, 1992-ben lett önálló körzet.

## Oktatás, gazdaság, közlekedés
A kerületben hat óvoda, huszonkét általános iskola és összesen nyolc középiskola (ebből három általános gimnázium, a többi szakközépiskola) van, és itt található a Yıldız Műszaki Egyetem Davutpaşa-kampusza is.
Güngören már az Oszmán Birodalom idejében is textiliparral foglalkozott, muszlim fejkendő-készítő mesterek éltek itt. A textilipar a 21. századi Güngören gazdaságában is jelentős részt képvisel, bár a kerületben gyár és nehézipar nem található. A textil mellett a legtöbben a szolgáltatóiparban dolgoznak. Egészen az 1960-as évekig a lakosok leginkább földművelésből és állattartásból éltek, ez azonban a népesség rohamos növekedésével, a területek beépítésével teljesen megszűnt.
Az isztambuli metró két állomása található a kerületben.